# کارلو ریتسو
کارلو ریتسو (ایتالیایی: Carlo Rizzo؛ ۳۰ آوریل ۱۹۰۷ – ۲۶ ژوئیه ۱۹۷۹) بازیگر اهل ایتالیا بود.
از فیلم‌هایی که وی در آن نقش داشته‌است، می‌توان به سوبروله… دختر اهل رومانیولا، نفی بلد، آنای بروکلین، در ناپل شروع شد، باران‌های رانچیپور، تعطیلات رمی، بزرگ‌ترین شیادان عالم و به من نگو! اشاره کرد.